# Mimemodes emmerichi
Mimemodes emmerichi is een keversoort uit de familie kerkhofkevers (Monotomidae). De wetenschappelijke naam van de soort werd in 1937 gepubliceerd door Mader.